# Campeonato de Primera División B 1959 (Argentina)
El Campeonato de Primera División B 1959 fue el torneo que constituyó la vigésima sexta temporada de la segunda división de Argentina en la era profesional de la rama de los clubes directamente afiliados a la AFA y la undécima edición de la Primera División B bajo esa denominación. Comenzó el 25 de abril y finalizó el 12 de diciembre.
Los nuevos participantes fueron, por un lado, el descendido de la Primera División, Ferro Carril Oeste. Por otro lado, el equipo ascendido de la Primera División C, Defensores de Belgrano, ganador del  torneo de Primera División C 1958.
Se consagró campeón, en la antepenúltima fecha, Chacarita Juniors, que obtuvo así su segundo ascenso a Primera División] en el profesionalismo. Por otra parte, el descenso a la tercera categoría, por quedar en la última posición del promedio, le correspondió a Colón.

## Ascensos y descensos
| Torneo             | Descendido de la Primera División B 1958 |
| ------------------ | ---------------------------------------- |
| Primera División C | San Telmo                                |

| Torneo             | Ascendido a la Primera División B 1959 |
| ------------------ | -------------------------------------- |
| Primera División C | Defensores de Belgrano                 |

| Pos | Ascendido a Primera División 1959 |
| --- | --------------------------------- |
| 1.º | Ferro Carril Oeste                |

| Pos  | Descendido de Primera División 1958 |
| ---- | ----------------------------------- |
| 16.º | Tigre                               |

## Equipos
Listado de los 18 participantes.
| Equipo                 | Ciudad               | Estadio                                     |
| ---------------------- | -------------------- | ------------------------------------------- |
| All Boys               | Buenos Aires         | Islas Malvinas                              |
| Almagro                | José Ingenieros      | Tres de Febrero                             |
| Banfield               | Banfield             | Florencio Sola                              |
| Chacarita Juniors      | Buenos Aires         | Estadio de Chacarita Juniors                |
| Colón                  | Santa Fe             | Brigadier López                             |
| Defensores de Belgrano | Buenos Aires         | Juan Pasquale                               |
| Dock Sud               | Dock Sud             | Estadio de los Inmigrantes                  |
| El Porvenir            | Gerli                | Enrique de Roberts                          |
| Excursionistas         | Buenos Aires         | Estadio de Excursionistas                   |
| Los Andes              | Lomas de Zamora      | Eduardo Gallardón                           |
| Nueva Chicago          | Buenos Aires         | Estadio Nueva Chicago                       |
| Platense               | Buenos Aires         | Estadio de Platense                         |
| Quilmes                | Quilmes              | Dr. José Luis Meiszner                      |
| Sarmiento              | Junín                | Eva Perón                                   |
| Talleres               | Remedios de Escalada | Estadio de Talleres de Remedios de Escalada |
| Temperley              | Turdera              | Alfredo Beranger                            |
| Tigre                  | Victoria             | José Dellagiovanna                          |
| Unión                  | Santa Fe             | 15 de Abril                                 |

### Distribución geográfica de los equipos
| Región                                   | Cant. | Equipos                                                                                       |
| ---------------------------------------- | ----- | --------------------------------------------------------------------------------------------- |
| Conurbano bonaerense                     | 8     | Almagro, Banfield, Dock Sud, El Porvenir, Los Andes, Quilmes, Talleres, Temperley y Tigre     |
| Ciudad de Buenos Aires                   | 6     | All Boys, Chacarita Juniors, Defensores de Belgrano, Excursionistas, Nueva Chicago y Platense |
| Provincia de Santa Fe                    | 2     | Colón y Unión                                                                                 |
| Interior de la Provincia de Buenos Aires | 1     | Sarmiento                                                                                     |

## Formato

### Ascenso
Los 18 participantes se enfrentaron en una rueda por el sistema de todos contra todos, siendo la segunda los desquites de la primera.

### Descenso
El participante peor ubicado en la tabla de los promedios descendió a la Primera División C.

## Tabla de posiciones final
| Pos. | Equipo                 | Pts. | PJ | PG | PE | PP | GF | GC | Dif. |
| ---- | ---------------------- | ---- | -- | -- | -- | -- | -- | -- | ---- |
| 01.º | Chacarita Juniors      | 45   | 34 | 20 | 5  | 9  | 78 | 49 | 29   |
| 02.º | Quilmes                | 42   | 34 | 17 | 8  | 9  | 54 | 43 | 11   |
| 03.º | Unión                  | 40   | 34 | 15 | 10 | 9  | 63 | 48 | 15   |
| 04.º | All Boys               | 40   | 34 | 16 | 8  | 10 | 69 | 54 | 15   |
| 05.º | Tigre                  | 38   | 34 | 17 | 4  | 13 | 54 | 46 | 8    |
| 06.º | Sarmiento              | 38   | 34 | 16 | 6  | 12 | 63 | 69 | −6   |
| 07.º | Platense               | 38   | 34 | 14 | 10 | 10 | 60 | 50 | 10   |
| 08.º | Banfield               | 37   | 34 | 13 | 11 | 10 | 59 | 58 | 1    |
| 09.º | Los Andes              | 35   | 34 | 12 | 11 | 11 | 56 | 58 | −2   |
| 10.º | Nueva Chicago          | 35   | 34 | 14 | 7  | 13 | 71 | 65 | 6    |
| 11.º | Defensores de Belgrano | 35   | 34 | 15 | 5  | 14 | 60 | 64 | −4   |
| 12.º | Excursionistas         | 33   | 34 | 15 | 3  | 16 | 61 | 73 | −12  |
| 13.º | Almagro                | 31   | 34 | 13 | 5  | 16 | 69 | 61 | 8    |
| 14.º | Temperley              | 29   | 34 | 10 | 9  | 15 | 64 | 71 | −7   |
| 15.º | Talleres (RdE)         | 26   | 34 | 8  | 10 | 16 | 52 | 60 | −8   |
| 16.º | Dock Sud               | 26   | 34 | 9  | 8  | 17 | 65 | 80 | −15  |
| 17.º | El Porvenir            | 24   | 34 | 6  | 12 | 16 | 49 | 65 | −16  |
| 18.º | Colón                  | 20   | 34 | 7  | 6  | 21 | 49 | 82 | −33  |

|  | Campeón. Ascendió a la Primera División. |

|  |

## Tabla de descenso
Para su confección se tomaron en cuenta las campañas de las últimas tres temporadas.
| Pos  | Equipo                 | Promedio | 1957 | 1958 | 1959 | Total | TJ |
| ---- | ---------------------- | -------- | ---- | ---- | ---- | ----- | -- |
| 01.º | Chacarita Juniors      | 43,33    | 41   | 44   | 45   | 130   | 3  |
| 02.º | Platense               | 39,67    | 46   | 35   | 38   | 119   | 3  |
| 03.º | Sarmiento              | 39,00    | 40   | 39   | 38   | 117   | 3  |
| 04.º | Unión                  | 39,00    | 42   | 35   | 40   | 117   | 3  |
| 05.º | All Boys               | 38,00    | 37   | 37   | 40   | 114   | 3  |
| 06.º | Tigre                  | 38,00    | -    | -    | 38   | 38    | 1  |
| 07.º | Los Andes              | 37,50    | -    | 40   | 35   | 75    | 2  |
| 08.º | Nueva Chicago          | 37,33    | 31   | 46   | 35   | 112   | 3  |
| 09.º | Quilmes                | 36,67    | 28   | 40   | 42   | 110   | 3  |
| 10.º | Banfield               | 35,67    | 41   | 29   | 37   | 107   | 3  |
| 11.º | Defensores de Belgrano | 35,00    | -    | -    | 35   | 35    | 1  |
| 12.º | Almagro                | 31,67    | 35   | 29   | 31   | 95    | 3  |
| 13.º | Dock Sud               | 30,33    | 31   | 34   | 26   | 91    | 3  |
| 14.º | Excursionistas         | 28,00    | 24   | 27   | 33   | 84    | 3  |
| 15.º | El Porvenir            | 27,33    | 28   | 30   | 24   | 82    | 3  |
| 16.º | Talleres (RdE)         | 27,00    | 31   | 24   | 26   | 81    | 3  |
| 17º  | Temperley              | 26,00    | 23   | 26   | 29   | 78    | 3  |
| 18.º | Colón                  | 24,67    | 29   | 25   | 20   | 74    | 3  |

|  | Descendió a la Primera División C. |

|  |

## Resultados
Primera Rueda
| Fecha 1                | Fecha 1   | Fecha 1           | Fecha 1                | Fecha 1     | Fecha 1 |
| Local                  | Resultado | Visitante         | Estadio                | Fecha       |         |
| ---------------------- | --------- | ----------------- | ---------------------- | ----------- | ------- |
| Colón                  | 1 - 1     | Chacarita Juniors | Colón                  | 25 de abril |         |
| Almagro                | 3 - 0     | Unión             | Almagro                | 26 de abril |         |
| Temperley              | 4 - 1     | Sarmiento         | Temperley              | 26 de abril |         |
| Banfield               | 2 - 0     | Nueva Chicago     | Banfield               | 2 de mayo   |         |
| El Porvenir            | 1 - 1     | Platense          | El Porvenir            | 2 de mayo   |         |
| Defensores de Belgrano | 1 - 0     | Tigre             | Defensores de Belgrano | 2 de mayo   |         |
| Excursionistas         | 5 - 3     | Sportivo Dock Sud | Excursionistas         | 2 de mayo   |         |
| All Boys               | 2 - 0     | Talleres (RdE)    | All Boys               | 2 de mayo   |         |
| Quilmes                | 5 - 3     | Los Andes         | Quilmes                | 2 de mayo   |         |

| Fecha 2           | Fecha 2   | Fecha 2                | Fecha 2           | Fecha 2    | Fecha 2 |
| Local             | Resultado | Visitante              | Estadio           | Fecha      |         |
| ----------------- | --------- | ---------------------- | ----------------- | ---------- | ------- |
| Chacarita Juniors | 1 - 2     | Quilmes                | Chacarita Juniors | 9 de mayo  |         |
| Los Andes         | 1 - 1     | All Boys               | Los Andes         | 9 de mayo  |         |
| Talleres (RdE)    | 4 - 1     | Excursionistas         | Talleres (RdE)    | 9 de mayo  |         |
| Sportivo Dock Sud | 5 - 1     | Defensores de Belgrano | Sportivo Dock Sud | 9 de mayo  |         |
| Tigre             | 1 - 0     | El Porvenir            | Tigre             | 9 de mayo  |         |
| Platense          | 4 - 2     | Banfield               | Platense          | 9 de mayo  |         |
| Nueva Chicago     | 2 - 2     | Temperley              | Nueva Chicago     | 9 de mayo  |         |
| Sarmiento         | 2 - 2     | Unión                  | Sarmiento         | 10 de mayo |         |
| Colón             | 1 - 1     | Almagro                | Colón             | 11 de mayo |         |

| Fecha 3                | Fecha 3   | Fecha 3           | Fecha 3                | Fecha 3    | Fecha 3 |
| Local                  | Resultado | Visitante         | Estadio                | Fecha      |         |
| ---------------------- | --------- | ----------------- | ---------------------- | ---------- | ------- |
| Almagro                | 3 - 0     | Sarmiento         | Almagro                | 16 de mayo |         |
| Temperley              | 1 - 3     | Platense          | Temperley              | 16 de mayo |         |
| Banfield               | 1 - 0     | Tigre             | Banfield               | 16 de mayo |         |
| El Porvenir            | 1 - 1     | Sportivo Dock Sud | El Porvenir            | 16 de mayo |         |
| Defensores de Belgrano | 3 - 0     | Talleres (RdE)    | Defensores de Belgrano | 16 de mayo |         |
| Excursionistas         | 3 - 1     | Los Andes         | Excursionistas         | 16 de mayo |         |
| All Boys               | 2 - 1     | Chacarita Juniors | All Boys               | 16 de mayo |         |
| Quilmes                | 1 - 0     | Colón             | Quilmes                | 16 de mayo |         |
| Unión                  | 1 - 3     | Nueva Chicago     | Unión                  | 17 de mayo |         |

| Fecha 4           | Fecha 4   | Fecha 4                | Fecha 4           | Fecha 4    | Fecha 4 |
| Local             | Resultado | Visitante              | Estadio           | Fecha      |         |
| ----------------- | --------- | ---------------------- | ----------------- | ---------- | ------- |
| Quilmes           | 1 - 0     | Almagro                | Quilmes           | 23 de mayo |         |
| Chacarita Juniors | 2 - 0     | Excursionistas         | Chacarita Juniors | 23 de mayo |         |
| Los Andes         | 3 - 1     | Defensores de Belgrano | Los Andes         | 23 de mayo |         |
| Talleres (RdE)    | 3 - 3     | El Porvenir            | Talleres (RdE)    | 23 de mayo |         |
| Sportivo Dock Sud | 3 - 4     | Banfield               | Sportivo Dock Sud | 23 de mayo |         |
| Tigre             | 2 - 1     | Temperley              | Tigre             | 23 de mayo |         |
| Platense          | 1 - 0     | Unión                  | Platense          | 23 de mayo |         |
| Nueva Chicago     | 2 - 2     | Sarmiento              | Nueva Chicago     | 23 de mayo |         |
| Colón             | 0 - 2     | All Boys               | Colón             | 24 de mayo |         |

| Fecha 5                | Fecha 5   | Fecha 5           | Fecha 5                | Fecha 5    | Fecha 5 |
| Local                  | Resultado | Visitante         | Estadio                | Fecha      |         |
| ---------------------- | --------- | ----------------- | ---------------------- | ---------- | ------- |
| Almagro                | 4 - 2     | Nueva Chicago     | Almagro                | 30 de mayo |         |
| Temperley              | 2 - 2     | Sportivo Dock Sud | Temperley              | 30 de mayo |         |
| Banfield               | 1 - 3     | Talleres (RdE)    | Banfield               | 30 de mayo |         |
| El Porvenir            | 0 - 0     | Los Andes         | El Porvenir            | 30 de mayo |         |
| Defensores de Belgrano | 4 - 4     | Chacarita Juniors | Defensores de Belgrano | 30 de mayo |         |
| Excursionistas         | 1 - 0     | Colón             | Excursionistas         | 30 de mayo |         |
| All Boys               | 2 - 1     | Quilmes           | All Boys               | 30 de mayo |         |
| Sarmiento              | 2 - 0     | Platense          | Sarmiento              | 31 de mayo |         |
| Unión                  | 2 - 2     | Tigre             | Unión                  | 31 de mayo |         |

| Fecha 6           | Fecha 6   | Fecha 6                | Fecha 6           | Fecha 6    | Fecha 6 |
| Local             | Resultado | Visitante              | Estadio           | Fecha      |         |
| ----------------- | --------- | ---------------------- | ----------------- | ---------- | ------- |
| All Boys          | 3 - 3     | Almagro                | All Boys          | 6 de junio |         |
| Quilmes           | 3 - 2     | Excursionistas         | Quilmes           | 6 de junio |         |
| Chacarita Juniors | 3 - 1     | El Porvenir            | Chacarita Juniors | 6 de junio |         |
| Los Andes         | 1 - 1     | Banfield               | Los Andes         | 6 de junio |         |
| Talleres (RdE)    | 1 - 1     | Temperley              | Talleres (RdE)    | 6 de junio |         |
| Sportivo Dock Sud | 0 - 0     | Unión                  | Sportivo Dock Sud | 6 de junio |         |
| Tigre             | 3 - 0     | Sarmiento              | Tigre             | 6 de junio |         |
| Platense          | 3 - 1     | Nueva Chicago          | Platense          | 6 de junio |         |
| Colón             | 4 - 1     | Defensores de Belgrano | Colón             | 7 de junio |         |

| Fecha 7                | Fecha 7   | Fecha 7           | Fecha 7                | Fecha 7     | Fecha 7 |
| Local                  | Resultado | Visitante         | Estadio                | Fecha       |         |
| ---------------------- | --------- | ----------------- | ---------------------- | ----------- | ------- |
| Almagro                | 0 - 2     | Platense          | Almagro                | 13 de junio |         |
| Nueva Chicago          | 2 - 1     | Tigre             | Nueva Chicago          | 13 de junio |         |
| Temperley              | 2 - 2     | Los Andes         | Temperley              | 13 de junio |         |
| Banfield               | 2 - 1     | Chacarita Juniors | Banfield               | 13 de junio |         |
| El Porvenir            | 3 - 2     | Colón             | El Porvenir            | 13 de junio |         |
| Defensores de Belgrano | 0 - 1     | Quilmes           | Defensores de Belgrano | 13 de junio |         |
| Excursionistas         | 2 - 1     | All Boys          | Excursionistas         | 13 de junio |         |
| Sarmiento              | 1 - 0     | Sportivo Dock Sud | Sarmiento              | 14 de junio |         |
| Unión                  | 2 - 0     | Talleres (RdE)    | Unión                  | 14 de junio |         |

| Fecha 8           | Fecha 8   | Fecha 8                | Fecha 8           | Fecha 8     | Fecha 8 |
| Local             | Resultado | Visitante              | Estadio           | Fecha       |         |
| ----------------- | --------- | ---------------------- | ----------------- | ----------- | ------- |
| Excursionistas    | 3 - 1     | Almagro                | Excursionistas    | 17 de junio |         |
| All Boys          | 2 - 2     | Defensores de Belgrano | All Boys          | 17 de junio |         |
| Quilmes           | 0 - 0     | El Porvenir            | Quilmes           | 17 de junio |         |
| Colón             | 2 - 2     | Banfield               | Colón             | 17 de junio |         |
| Chacarita Juniors | 3 - 1     | Temperley              | Chacarita Juniors | 17 de junio |         |
| Los Andes         | 3 - 1     | Unión                  | Los Andes         | 17 de junio |         |
| Talleres (RdE)    | 0 - 2     | Sarmiento              | Talleres (RdE)    | 17 de junio |         |
| Sportivo Dock Sud | 1 - 2     | Nueva Chicago          | Sportivo Dock Sud | 17 de junio |         |
| Tigre             | 2 - 1     | Platense               | Tigre             | 17 de junio |         |

| Fecha 9                | Fecha 9   | Fecha 9           | Fecha 9                | Fecha 9     | Fecha 9 |
| Local                  | Resultado | Visitante         | Estadio                | Fecha       |         |
| ---------------------- | --------- | ----------------- | ---------------------- | ----------- | ------- |
| Almagro                | 2 - 0     | Tigre             | Almagro                | 20 de junio |         |
| Platense               | 4 - 2     | Sportivo Dock Sud | Platense               | 20 de junio |         |
| Nueva Chicago          | 4 - 3     | Talleres (RdE)    | Nueva Chicago          | 20 de junio |         |
| Temperley              | 0 - 2     | Colón             | Temperley              | 20 de junio |         |
| Banfield               | 1 - 0     | Quilmes           | Banfield               | 20 de junio |         |
| El Porvenir            | 1 - 3     | All Boys          | El Porvenir            | 20 de junio |         |
| Defensores de Belgrano | 4 - 2     | Excursionistas    | Defensores de Belgrano | 20 de junio |         |
| Sarmiento              | 3 - 1     | Los Andes         | Sarmiento              | 21 de junio |         |
| Unión                  | 3 - 1     | Chacarita Juniors | Unión                  | 24 de junio |         |

| Fecha 10               | Fecha 10  | Fecha 10      | Fecha 10          | Fecha 10    | Fecha 10 |
| Local                  | Resultado | Visitante     | Estadio           | Fecha       |          |
| ---------------------- | --------- | ------------- | ----------------- | ----------- | -------- |
| Defensores de Belgrano | 2 - 0     | Almagro       | Platense          | 27 de junio |          |
| Excursionistas         | 2 - 3     | El Porvenir   | Excursionistas    | 27 de junio |          |
| All Boys               | 2 - 2     | Banfield      | Vélez Sarsfield   | 27 de junio |          |
| Quilmes                | 2 - 2     | Temperley     | Quilmes           | 27 de junio |          |
| Chacarita Juniors      | 3 - 1     | Sarmiento     | Chacarita Juniors | 27 de junio |          |
| Los Andes              | 3 - 1     | Nueva Chicago | Los Andes         | 27 de junio |          |
| Talleres (RdE)         | 1 - 1     | Platense      | Talleres (RdE)    | 27 de junio |          |
| Sportivo Dock Sud      | 2 - 1     | Tigre         | Sportivo Dock Sud | 27 de junio |          |
| Colón                  | 0 - 1     | Unión         | Colón             | 28 de junio |          |

| Fecha 11      | Fecha 11  | Fecha 11               | Fecha 11      | Fecha 11   | Fecha 11 |
| Local         | Resultado | Visitante              | Estadio       | Fecha      |          |
| ------------- | --------- | ---------------------- | ------------- | ---------- | -------- |
| Almagro       | 3 - 0     | Sportivo Dock Sud      | Almagro       | 4 de julio |          |
| Tigre         | 0 - 3     | Talleres (RdE)         | Tigre         | 4 de julio |          |
| Platense      | 4 - 0     | Los Andes              | Platense      | 4 de julio |          |
| Nueva Chicago | 1 - 2     | Chacarita Juniors      | Nueva Chicago | 4 de julio |          |
| Temperley     | 5 - 1     | All Boys               | Temperley     | 4 de julio |          |
| Banfield      | 3 - 1     | Excursionistas         | Banfield      | 4 de julio |          |
| El Porvenir   | 2 - 3     | Defensores de Belgrano | El Porvenir   | 4 de julio |          |
| Sarmiento     | 2 - 0     | Colón                  | Sarmiento     | 5 de julio |          |
| Unión         | 2 - 1     | Quilmes                | Unión         | 5 de julio |          |

| Fecha 12               | Fecha 12  | Fecha 12          | Fecha 12          | Fecha 12   | Fecha 12 |
| Local                  | Resultado | Visitante         | Estadio           | Fecha      |          |
| ---------------------- | --------- | ----------------- | ----------------- | ---------- | -------- |
| El Porvenir            | 4 - 2     | Almagro           | El Porvenir       | 9 de julio |          |
| Defensores de Belgrano | 0 - 4     | Banfield          | Platense          | 9 de julio |          |
| Excursionistas         | 3 - 1     | Temperley         | Excursionistas    | 9 de julio |          |
| All Boys               | 1 - 3     | Unión             | All Boys          | 9 de julio |          |
| Quilmes                | 1 - 0     | Sarmiento         | Quilmes           | 9 de julio |          |
| Colón                  | 2 - 2     | Nueva Chicago     | Colón             | 9 de julio |          |
| Chacarita Juniors      | 3 - 1     | Platense          | Chacarita Juniors | 9 de julio |          |
| Los Andes              | 3 - 1     | Tigre             | Los Andes         | 9 de julio |          |
| Talleres (RdE)         | 3 - 0     | Sportivo Dock Sud | Talleres (RdE)    | 9 de julio |          |

| Fecha 13          | Fecha 13  | Fecha 13               | Fecha 13           | Fecha 13    | Fecha 13 |
| Local             | Resultado | Visitante              | Estadio            | Fecha       |          |
| ----------------- | --------- | ---------------------- | ------------------ | ----------- | -------- |
| Almagro           | 0 - 2     | Talleres (RdE)         | Almagro            | 12 de julio |          |
| Sportivo Dock Sud | 3 - 0     | Los Andes              | Sportivo Dock Sud  | 12 de julio |          |
| Tigre             | 2 - 1     | Chacarita Juniors      | Tigre              | 12 de julio |          |
| Platense          | 4 - 1     | Colón                  | Platense           | 12 de julio |          |
| Nueva Chicago     | 2 - 0     | Quilmes                | Ferro Carril Oeste | 12 de julio |          |
| Temperley         | 2 - 1     | Defensores de Belgrano | Temperley          | 12 de julio |          |
| Banfield          | 2 - 2     | El Porvenir            | Banfield           | 12 de julio |          |
| Sarmiento         | 1 - 0     | All Boys               | Sarmiento          | 12 de julio |          |
| Unión             | 2 - 3     | Excursionistas         | Unión              | 12 de julio |          |

| Fecha 14               | Fecha 14  | Fecha 14          | Fecha 14          | Fecha 14    | Fecha 14 |
| Local                  | Resultado | Visitante         | Estadio           | Fecha       |          |
| ---------------------- | --------- | ----------------- | ----------------- | ----------- | -------- |
| Banfield               | 2 - 2     | Almagro           | Banfield          | 18 de julio |          |
| Defensores de Belgrano | 2 - 3     | Unión             | Platense          | 19 de julio |          |
| Colón                  | 4 - 2     | Tigre             | Colón             | 19 de julio |          |
| El Porvenir            | 1 - 2     | Temperley         | El Porvenir       | 25 de julio |          |
| Excursionistas         | 3 - 1     | Sarmiento         | Excursionistas    | 25 de julio |          |
| All Boys               | 4 - 1     | Nueva Chicago     | All Boys          | 25 de julio |          |
| Quilmes                | 1 - 1     | Platense          | Quilmes           | 25 de julio |          |
| Chacarita Juniors      | 5 - 1     | Sportivo Dock Sud | Chacarita Juniors | 25 de julio |          |
| Los Andes              | 0 - 0     | Talleres (RdE)    | Los Andes         | 25 de julio |          |

| Fecha 15          | Fecha 15  | Fecha 15               | Fecha 15          | Fecha 15    | Fecha 15 |
| Local             | Resultado | Visitante              | Estadio           | Fecha       |          |
| ----------------- | --------- | ---------------------- | ----------------- | ----------- | -------- |
| Almagro           | 4 - 1     | Los Andes              | Almagro           | 1 de agosto |          |
| Talleres (RdE)    | 1 - 1     | Chacarita Juniors      | Talleres (RdE)    | 1 de agosto |          |
| Sportivo Dock Sud | 3 - 0     | Colón                  | Sportivo Dock Sud | 1 de agosto |          |
| Tigre             | 1 - 0     | Quilmes                | Tigre             | 1 de agosto |          |
| Platense          | 0 - 0     | All Boys               | Platense          | 1 de agosto |          |
| Nueva Chicago     | 1 - 2     | Excursionistas         | Nueva Chicago     | 1 de agosto |          |
| Temperley         | 0 - 1     | Banfield               | Temperley         | 1 de agosto |          |
| Sarmiento         | 2 - 1     | Defensores de Belgrano | Sarmiento         | 2 de agosto |          |
| Unión             | 1 - 1     | El Porvenir            | Unión             | 2 de agosto |          |

| Fecha 16               | Fecha 16  | Fecha 16          | Fecha 16               | Fecha 16    | Fecha 16 |
| Local                  | Resultado | Visitante         | Estadio                | Fecha       |          |
| ---------------------- | --------- | ----------------- | ---------------------- | ----------- | -------- |
| Temperley              | 3 - 1     | Almagro           | Temperley              | 8 de agosto |          |
| Banfield               | 1 - 0     | Unión             | Banfield               | 8 de agosto |          |
| El Porvenir            | 1 - 1     | Sarmiento         | El Porvenir            | 8 de agosto |          |
| Defensores de Belgrano | 4 - 0     | Nueva Chicago     | Defensores de Belgrano | 8 de agosto |          |
| Excursionistas         | 2 - 1     | Platense          | Excursionistas         | 8 de agosto |          |
| All Boys               | 1 - 1     | Tigre             | All Boys               | 8 de agosto |          |
| Quilmes                | 4 - 1     | Sportivo Dock Sud | Quilmes                | 8 de agosto |          |
| Chacarita Juniors      | 2 - 3     | Los Andes         | Chacarita Juniors      | 8 de agosto |          |
| Colón                  | 2 - 1     | Talleres (RdE)    | Colón                  | 9 de agosto |          |

| Fecha 17          | Fecha 17  | Fecha 17               | Fecha 17          | Fecha 17     | Fecha 17 |
| Local             | Resultado | Visitante              | Estadio           | Fecha        |          |
| ----------------- | --------- | ---------------------- | ----------------- | ------------ | -------- |
| Almagro           | 2 - 1     | Chacarita Juniors      | Almagro           | 15 de agosto |          |
| Los Andes         | 2 - 0     | Colón                  | Los Andes         | 15 de agosto |          |
| Talleres (RdE)    | 1 - 2     | Quilmes                | Talleres (RdE)    | 15 de agosto |          |
| Sportivo Dock Sud | 1 - 3     | All Boys               | Sportivo Dock Sud | 15 de agosto |          |
| Tigre             | 0 - 0     | Excursionistas         | Tigre             | 15 de agosto |          |
| Platense          | 3 - 0     | Defensores de Belgrano | Platense          | 15 de agosto |          |
| Nueva Chicago     | 2 - 1     | El Porvenir            | Nueva Chicago     | 15 de agosto |          |
| Sarmiento         | 3 - 2     | Banfield               | Sarmiento         | 16 de agosto |          |
| Unión             | 0 - 3     | Temperley              | Unión             | 16 de agosto |          |

Segunda Rueda
| Fecha 18          | Fecha 18  | Fecha 18               | Fecha 18          | Fecha 18     | Fecha 18 |
| Local             | Resultado | Visitante              | Estadio           | Fecha        |          |
| ----------------- | --------- | ---------------------- | ----------------- | ------------ | -------- |
| Nueva Chicago     | 3 - 1     | Banfield               | Nueva Chicago     | 22 de agosto |          |
| Platense          | 2 - 0     | El Porvenir            | Platense          | 22 de agosto |          |
| Tigre             | 3 - 1     | Defensores de Belgrano | Tigre             | 22 de agosto |          |
| Sportivo Dock Sud | 4 - 0     | Excursionistas         | Sportivo Dock Sud | 22 de agosto |          |
| Talleres (RdE)    | 1 - 1     | All Boys               | Talleres (RdE)    | 22 de agosto |          |
| Los Andes         | 1 - 3     | Quilmes                | Los Andes         | 22 de agosto |          |
| Chacarita Juniors | 4 - 2     | Colón                  | Chacarita Juniors | 22 de agosto |          |
| Unión             | 1 - 0     | Almagro                | Unión             | 23 de agosto |          |
| Sarmiento         | 2 - 1     | Temperley              | Sarmiento         | 23 de agosto |          |

| Fecha 19               | Fecha 19  | Fecha 19          | Fecha 19               | Fecha 19     | Fecha 19 |
| Local                  | Resultado | Visitante         | Estadio                | Fecha        |          |
| ---------------------- | --------- | ----------------- | ---------------------- | ------------ | -------- |
| Almagro                | 9 - 0     | Colón             | Almagro                | 29 de agosto |          |
| Quilmes                | 2 - 3     | Chacarita Juniors | Quilmes                | 29 de agosto |          |
| All Boys               | 2 - 1     | Los Andes         | All Boys               | 29 de agosto |          |
| Excursionistas         | 2 - 1     | Talleres (RdE)    | Excursionistas         | 29 de agosto |          |
| Defensores de Belgrano | 1 - 0     | Sportivo Dock Sud | Defensores de Belgrano | 29 de agosto |          |
| El Porvenir            | 3 - 1     | Tigre             | El Porvenir            | 29 de agosto |          |
| Banfield               | 0 - 0     | Platense          | Banfield               | 29 de agosto |          |
| Temperley              | 2 - 7     | Nueva Chicago     | Temperley              | 29 de agosto |          |
| Unión                  | 2 - 0     | Sarmiento         | Unión                  | 30 de agosto |          |

| Fecha 20          | Fecha 20  | Fecha 20               | Fecha 20          | Fecha 20        | Fecha 20 |
| Local             | Resultado | Visitante              | Estadio           | Fecha           |          |
| ----------------- | --------- | ---------------------- | ----------------- | --------------- | -------- |
| Nueva Chicago     | 1 - 1     | Unión                  | Nueva Chicago     | 5 de septiembre |          |
| Platense          | 2 - 1     | Temperley              | Platense          | 5 de septiembre |          |
| Tigre             | 4 - 0     | Banfield               | Tigre             | 5 de septiembre |          |
| Sportivo Dock Sud | 4 - 4     | El Porvenir            | Sportivo Dock Sud | 5 de septiembre |          |
| Talleres (RdE)    | 0 - 1     | Defensores de Belgrano | Talleres (RdE)    | 5 de septiembre |          |
| Los Andes         | 0 - 0     | Excursionistas         | Los Andes         | 5 de septiembre |          |
| Chacarita Juniors | 3 - 2     | All Boys               | Chacarita Juniors | 5 de septiembre |          |
| Sarmiento         | 1 - 4     | Almagro                | Sarmiento         | 6 de septiembre |          |
| Colón             | 2 - 0     | Quilmes                | Colón             | 6 de septiembre |          |

| Fecha 21               | Fecha 21  | Fecha 21          | Fecha 21               | Fecha 21         | Fecha 21 |
| Local                  | Resultado | Visitante         | Estadio                | Fecha            |          |
| ---------------------- | --------- | ----------------- | ---------------------- | ---------------- | -------- |
| Almagro                | 1 - 2     | Quilmes           | Almagro                | 12 de septiembre |          |
| All Boys               | 3 - 1     | Colón             | All Boys               | 12 de septiembre |          |
| Excursionistas         | 1 - 5     | Chacarita Juniors | Excursionistas         | 12 de septiembre |          |
| Defensores de Belgrano | 1 - 1     | Los Andes         | Defensores de Belgrano | 12 de septiembre |          |
| El Porvenir            | 1 - 1     | Talleres (RdE)    | El Porvenir            | 12 de septiembre |          |
| Banfield               | 2 - 2     | Sportivo Dock Sud | Banfield               | 12 de septiembre |          |
| Temperley              | 0 - 2     | Tigre             | Temperley              | 12 de septiembre |          |
| Unión                  | 2 - 1     | Platense          | Unión                  | 13 de septiembre |          |
| Sarmiento              | 1 - 0     | Nueva Chicago     | Sarmiento              | 13 de septiembre |          |

| Fecha 22          | Fecha 22  | Fecha 22               | Fecha 22          | Fecha 22         | Fecha 22 |
| Local             | Resultado | Visitante              | Estadio           | Fecha            |          |
| ----------------- | --------- | ---------------------- | ----------------- | ---------------- | -------- |
| Nueva Chicago     | 1 - 1     | Almagro                | Nueva Chicago     | 19 de septiembre |          |
| Platense          | 3 - 3     | Sarmiento              | Platense          | 19 de septiembre |          |
| Tigre             | 2 - 1     | Unión                  | Tigre             | 19 de septiembre |          |
| Sportivo Dock Sud | 4 - 4     | Temperley              | Sportivo Dock Sud | 19 de septiembre |          |
| Talleres (RdE)    | 1 - 2     | Banfield               | Talleres (RdE)    | 19 de septiembre |          |
| Los Andes         | 0 - 0     | El Porvenir            | Los Andes         | 19 de septiembre |          |
| Chacarita Juniors | 2 - 1     | Defensores de Belgrano | Chacarita Juniors | 19 de septiembre |          |
| Quilmes           | 2 - 1     | All Boys               | Quilmes           | 19 de septiembre |          |
| Colón             | 1 - 2     | Excursionistas         | Colón             | 20 de septiembre |          |

| Fecha 23               | Fecha 23  | Fecha 23          | Fecha 23               | Fecha 23         | Fecha 23 |
| Local                  | Resultado | Visitante         | Estadio                | Fecha            |          |
| ---------------------- | --------- | ----------------- | ---------------------- | ---------------- | -------- |
| Almagro                | 1 - 2     | All Boys          | Almagro                | 26 de septiembre |          |
| Excursionistas         | 1 - 1     | Quilmes           | Excursionistas         | 26 de septiembre |          |
| Defensores de Belgrano | 3 - 1     | Colón             | Defensores de Belgrano | 26 de septiembre |          |
| El Porvenir            | 1 - 3     | Chacarita Juniors | El Porvenir            | 26 de septiembre |          |
| Banfield               | 0 - 0     | Los Andes         | Banfield               | 26 de septiembre |          |
| Temperley              | 2 - 3     | Talleres (RdE)    | Temperley              | 26 de septiembre |          |
| Nueva Chicago          | 5 - 0     | Platense          | Nueva Chicago          | 26 de septiembre |          |
| Unión                  | 2 - 1     | Sportivo Dock Sud | Unión                  | 27 de septiembre |          |
| Sarmiento              | 3 - 2     | Tigre             | Sarmiento              | 27 de septiembre |          |

| Fecha 24          | Fecha 24  | Fecha 24               | Fecha 24          | Fecha 24     | Fecha 24 |
| Local             | Resultado | Visitante              | Estadio           | Fecha        |          |
| ----------------- | --------- | ---------------------- | ----------------- | ------------ | -------- |
| Platense          | 3 - 2     | Almagro                | Platense          | 3 de octubre |          |
| Tigre             | 2 - 1     | Nueva Chicago          | Tigre             | 3 de octubre |          |
| Sportivo Dock Sud | 4 - 1     | Sarmiento              | Sportivo Dock Sud | 3 de octubre |          |
| Talleres (RdE)    | 1 - 1     | Unión                  | Talleres (RdE)    | 3 de octubre |          |
| Los Andes         | 2 - 1     | Temperley              | Los Andes         | 3 de octubre |          |
| Chacarita Juniors | 1 - 1     | Banfield               | Chacarita Juniors | 3 de octubre |          |
| Quilmes           | 2 - 1     | Defensores de Belgrano | Quilmes           | 3 de octubre |          |
| All Boys          | 3 - 2     | Excursionistas         | All Boys          | 3 de octubre |          |
| Colón             | 2 - 1     | El Porvenir            | Colón             | 4 de octubre |          |

| Fecha 25               | Fecha 25  | Fecha 25          | Fecha 25               | Fecha 25      | Fecha 25 |
| Local                  | Resultado | Visitante         | Estadio                | Fecha         |          |
| ---------------------- | --------- | ----------------- | ---------------------- | ------------- | -------- |
| Unión                  | 3 - 3     | Los Andes         | Unión                  | 10 de octubre |          |
| Sarmiento              | 4 - 1     | Talleres (RdE)    | Sarmiento              | 10 de octubre |          |
| Almagro                | 6 - 3     | Excursionistas    | Almagro                | 17 de octubre |          |
| Defensores de Belgrano | 1 - 0     | All Boys          | Defensores de Belgrano | 17 de octubre |          |
| El Porvenir            | 1 - 3     | Quilmes           | El Porvenir            | 17 de octubre |          |
| Banfield               | 2 - 0     | Colón             | Banfield               | 17 de octubre |          |
| Temperley              | 2 - 3     | Chacarita Juniors | Temperley              | 17 de octubre |          |
| Nueva Chicago          | 4 - 2     | Sportivo Dock Sud | Nueva Chicago          | 17 de octubre |          |
| Platense               | 1 - 1     | Tigre             | Platense               | 17 de octubre |          |

| Fecha 26          | Fecha 26  | Fecha 26               | Fecha 26          | Fecha 26      | Fecha 26 |
| Local             | Resultado | Visitante              | Estadio           | Fecha         |          |
| ----------------- | --------- | ---------------------- | ----------------- | ------------- | -------- |
| Tigre             | 4 - 1     | Almagro                | Tigre             | 24 de octubre |          |
| Sportivo Dock Sud | 1 - 1     | Platense               | Sportivo Dock Sud | 24 de octubre |          |
| Talleres (RdE)    | 2 - 5     | Nueva Chicago          | Talleres (RdE)    | 24 de octubre |          |
| Los Andes         | 5 - 3     | Sarmiento              | Los Andes         | 24 de octubre |          |
| Chacarita Juniors | 3 - 2     | Unión                  | Chacarita Juniors | 24 de octubre |          |
| Colón             | 2 - 3     | Temperley              | Colón             | 24 de octubre |          |
| Quilmes           | 2 - 1     | Banfield               | Quilmes           | 24 de octubre |          |
| All Boys          | 3 - 1     | El Porvenir            | All Boys          | 24 de octubre |          |
| Excursionistas    | 2 - 3     | Defensores de Belgrano | Excursionistas    | 24 de octubre |          |

| Fecha 27      | Fecha 27  | Fecha 27               | Fecha 27      | Fecha 27      | Fecha 27 |
| Local         | Resultado | Visitante              | Estadio       | Fecha         |          |
| ------------- | --------- | ---------------------- | ------------- | ------------- | -------- |
| Almagro       | 1 - 2     | Defensores de Belgrano | Almagro       | 31 de octubre |          |
| El Porvenir   | 1 - 0     | Excursionistas         | El Porvenir   | 31 de octubre |          |
| Banfield      | 3 - 1     | All Boys               | San Lorenzo   | 31 de octubre |          |
| Temperley     | 1 - 1     | Quilmes                | Temperley     | 31 de octubre |          |
| Unión         | 4 - 1     | Colón                  | Unión         | 31 de octubre |          |
| Sarmiento     | 3 - 2     | Chacarita Juniors      | Sarmiento     | 31 de octubre |          |
| Nueva Chicago | 4 - 3     | Los Andes              | Nueva Chicago | 31 de octubre |          |
| Platense      | 6 - 4     | Talleres (RdE)         | Platense      | 31 de octubre |          |
| Tigre         | 4 - 1     | Sportivo Dock Sud      | Tigre         | 31 de octubre |          |

| Fecha 28               | Fecha 28  | Fecha 28      | Fecha 28               | Fecha 28       | Fecha 28 |
| Local                  | Resultado | Visitante     | Estadio                | Fecha          |          |
| ---------------------- | --------- | ------------- | ---------------------- | -------------- | -------- |
| Sportivo Dock Sud      | 3 - 2     | Almagro       | Sportivo Dock Sud      | 7 de noviembre |          |
| Talleres (RdE)         | 3 - 2     | Tigre         | Talleres (RdE)         | 7 de noviembre |          |
| Los Andes              | 1 - 1     | Platense      | Los Andes              | 7 de noviembre |          |
| Chacarita Juniors      | 3 - 0     | Nueva Chicago | Chacarita Juniors      | 7 de noviembre |          |
| Colón                  | 4 - 5     | Sarmiento     | Colón                  | 7 de noviembre |          |
| Quilmes                | 3 - 3     | Unión         | Quilmes                | 7 de noviembre |          |
| All Boys               | 5 - 1     | Temperley     | All Boys               | 7 de noviembre |          |
| Excursionistas         | 4 - 3     | Banfield      | Excursionistas         | 7 de noviembre |          |
| Defensores de Belgrano | 4 - 1     | El Porvenir   | Defensores de Belgrano | 7 de noviembre |          |

| Fecha 29          | Fecha 29  | Fecha 29               | Fecha 29          | Fecha 29        | Fecha 29 |
| Local             | Resultado | Visitante              | Estadio           | Fecha           |          |
| ----------------- | --------- | ---------------------- | ----------------- | --------------- | -------- |
| Almagro           | 3 - 1     | El Porvenir            | Almagro           | 14 de noviembre |          |
| Banfield          | 6 - 2     | Defensores de Belgrano | Banfield          | 14 de noviembre |          |
| Temperley         | 3 - 0     | Excursionistas         | Temperley         | 14 de noviembre |          |
| Unión             | 1 - 1     | All Boys               | Unión             | 14 de noviembre |          |
| Sarmiento         | 3 - 3     | Quilmes                | Sarmiento         | 14 de noviembre |          |
| Nueva Chicago     | 3 - 3     | Colón                  | Nueva Chicago     | 14 de noviembre |          |
| Platense          | 0 - 2     | Chacarita Juniors      | Platense          | 14 de noviembre |          |
| Tigre             | 0 - 1     | Los Andes              | Tigre             | 14 de noviembre |          |
| Sportivo Dock Sud | 3 - 1     | Talleres (RdE)         | Sportivo Dock Sud | 14 de noviembre |          |

| Fecha 30               | Fecha 30  | Fecha 30          | Fecha 30               | Fecha 30        | Fecha 30 |
| Local                  | Resultado | Visitante         | Estadio                | Fecha           |          |
| ---------------------- | --------- | ----------------- | ---------------------- | --------------- | -------- |
| Talleres (RdE)         | 1 - 1     | Almagro           | Talleres (RdE)         | 21 de noviembre |          |
| Los Andes              | 1 - 2     | Sportivo Dock Sud | Los Andes              | 21 de noviembre |          |
| Chacarita Juniors      | 3 - 0     | Tigre             | Chacarita Juniors      | 21 de noviembre |          |
| Colón                  | 1 - 1     | Platense          | Colón                  | 21 de noviembre |          |
| Quilmes                | 1 - 0     | Nueva Chicago     | Quilmes                | 21 de noviembre |          |
| All Boys               | 4 - 2     | Sarmiento         | All Boys               | 21 de noviembre |          |
| Excursionistas         | 2 - 4     | Unión             | Excursionistas         | 21 de noviembre |          |
| Defensores de Belgrano | 1 - 1     | Temperley         | Defensores de Belgrano | 21 de noviembre |          |
| El Porvenir            | 5 - 0     | Banfield          | El Porvenir            | 21 de noviembre |          |

| Fecha 31          | Fecha 31  | Fecha 31               | Fecha 31          | Fecha 31        | Fecha 31 |
| Local             | Resultado | Visitante              | Estadio           | Fecha           |          |
| ----------------- | --------- | ---------------------- | ----------------- | --------------- | -------- |
| Almagro           | 3 - 1     | Banfield               | Almagro           | 28 de noviembre |          |
| Temperley         | 3 - 1     | El Porvenir            | Temperley         | 28 de noviembre |          |
| Unión             | 4 - 0     | Defensores de Belgrano | Unión             | 28 de noviembre |          |
| Sarmiento         | 3 - 2     | Excursionistas         | Sarmiento         | 28 de noviembre |          |
| Nueva Chicago     | 3 - 2     | All Boys               | Nueva Chicago     | 28 de noviembre |          |
| Platense          | 3 - 1     | Quilmes                | Platense          | 28 de noviembre |          |
| Tigre             | 2 - 0     | Colón                  | Tigre             | 28 de noviembre |          |
| Sportivo Dock Sud | 0 - 0     | Chacarita Juniors      | Sportivo Dock Sud | 28 de noviembre |          |
| Talleres (RdE)    | 1 - 2     | Los Andes              | Talleres (RdE)    | 28 de noviembre |          |

| Fecha 32               | Fecha 32  | Fecha 32          | Fecha 32               | Fecha 32       | Fecha 32 |
| Local                  | Resultado | Visitante         | Estadio                | Fecha          |          |
| ---------------------- | --------- | ----------------- | ---------------------- | -------------- | -------- |
| Los Andes              | 1 - 2     | Almagro           | Los Andes              | 5 de diciembre |          |
| Chacarita Juniors      | 2 - 0     | Talleres (RdE)    | Chacarita Juniors      | 5 de diciembre |          |
| Colón                  | 5 - 2     | Sportivo Dock Sud | Colón                  | 5 de diciembre |          |
| Quilmes                | 0 - 1     | Tigre             | Quilmes                | 5 de diciembre |          |
| All Boys               | 2 - 1     | Platense          | All Boys               | 5 de diciembre |          |
| Excursionistas         | 1 - 0     | Nueva Chicago     | Excursionistas         | 5 de diciembre |          |
| Defensores de Belgrano | 4 - 2     | Sarmiento         | Defensores de Belgrano | 5 de diciembre |          |
| El Porvenir            | 1 - 1     | Unión             | El Porvenir            | 5 de diciembre |          |
| Banfield               | 2 - 2     | Temperley         | Banfield               | 5 de diciembre |          |

| Fecha 33          | Fecha 33  | Fecha 33               | Fecha 33          | Fecha 33       | Fecha 33 |
| Local             | Resultado | Visitante              | Estadio           | Fecha          |          |
| ----------------- | --------- | ---------------------- | ----------------- | -------------- | -------- |
| Almagro           | 0 - 4     | Temperley              | Almagro           | 8 de diciembre |          |
| Unión             | 2 - 0     | Banfield               | Unión             | 8 de diciembre |          |
| Sarmiento         | 1 - 0     | El Porvenir            | Sarmiento         | 8 de diciembre |          |
| Nueva Chicago     | 1 - 1     | Defensores de Belgrano | Nueva Chicago     | 8 de diciembre |          |
| Platense          | 1 - 2     | Excursionistas         | Platense          | 8 de diciembre |          |
| Tigre             | 2 - 1     | All Boys               | Tigre             | 8 de diciembre |          |
| Sportivo Dock Sud | 1 - 3     | Quilmes                | Sportivo Dock Sud | 8 de diciembre |          |
| Talleres (RdE)    | 5 - 0     | Colón                  | Talleres (RdE)    | 8 de diciembre |          |
| Los Andes         | 3 - 0     | Chacarita Juniors      | Los Andes         | 8 de diciembre |          |

| Fecha 34               | Fecha 34  | Fecha 34          | Fecha 34               | Fecha 34        | Fecha 34 |
| Local                  | Resultado | Visitante         | Estadio                | Fecha           |          |
| ---------------------- | --------- | ----------------- | ---------------------- | --------------- | -------- |
| Chacarita Juniors      | 4 - 1     | Almagro           | Chacarita Juniors      | 12 de diciembre |          |
| Colón                  | 3 - 4     | Los Andes         | Colón                  | 12 de diciembre |          |
| Quilmes                | 0 - 0     | Talleres (RdE)    | Quilmes                | 12 de diciembre |          |
| All Boys               | 6 - 3     | Sportivo Dock Sud | All Boys               | 12 de diciembre |          |
| Excursionistas         | 2 - 3     | Tigre             | Excursionistas         | 12 de diciembre |          |
| Defensores de Belgrano | 3 - 0     | Platense          | Defensores de Belgrano | 12 de diciembre |          |
| El Porvenir            | 2 - 5     | Nueva Chicago     | El Porvenir            | 12 de diciembre |          |
| Banfield               | 2 - 2     | Sarmiento         | Banfield               | 12 de diciembre |          |
| Temperley              | 1 - 6     | Unión             | Temperley              | 12 de diciembre |          |

| 1. 2. 3. |

## Goleadores
| Jugador             | Equipo            | Goles |
| ------------------- | ----------------- | ----- |
| Eduardo Restivo     | Chacarita Juniors | 29    |
| Alberto Daquarti    | Nueva Chicago     | 23    |
| Hugo González       | Excursionistas    | 23    |
| Héctor Scandolli    | Banfield          | 21    |
| Héctor Alfaro       | Dock Sud          | 17    |
| Edgardo D'Ascenzo   | Nueva Chicago     | 17    |
| Roberto Fazzolari   | Talleres (RdE)    | 17    |
| Juan Carlos Morrone | Platense          | 17    |